# 李习勤
李习勤（1932年9月—2025年6月12日），男，湖南邵东人。中国版画家，西安美术学院教授。中国美术家协会会员，中国版画家协会常务理事，陕西省第五届人大代表。

## 生平
1932年生于湖南省邵东县。初中毕业后在小学担任美术老师，期间创作连环画《朱老婆婆的鸡婆》发表在《资江农民报》，获得关注。
1951年，进入湖南省艺术学校学习。1955年秋，毕业于西北艺术学院美术系（西安美术学院前身），留校工作。1960年至1961年，在中央美术学院版画系进修，师从李桦。1962年后，历任西安美术学院版画系主任、院学术委员会副主任兼秘书长。出版有年画《实习》（1955年）、《姥姥来到托儿所》（1959年）等。1962年，创作黑色木刻版画《社干会上》，入选《中国现代美术全集》。1984年，《山沟里的笑声》入选六届全国美展，获得铜奖。
2025年6月12日2时8分在西安逝世。

## 出版物
- . 西安: 陕西人民美术出版社. 1999. ISBN 7-5368-1140-3.
- . 西安: 陕西人民美术出版社. 1992. ISBN 7-5368-0276-5.
- 李习勤; 孙新元 (编). . 西安: 陕西人民美术出版社. 1992. ISBN 7-5368-0322-2.
- . 长沙: 湖南美术出版社. 1988. ISBN 7-5356-0085-9.